# Tvåpersonspsykologi
Ordet Tvåpersonspsykologi beskriver det faktum att i psykoterapi är det vanligen två människor som möts och att förståelse är en skapelse av dessa båda personers föreställningar. Begreppet tvåpersonspsykologi används i den psykoanalytiska och psykodynamiska teoribildningen.
Tvåpersonspsykologi ställs i dagens psykodynamiska terapiinriktningar i motsatsförhållande till Enpersonspsykologi.

## Historik
Alltsedan psykoanalysens fader Sigmund Freud 1910 introducerade begreppet Motöverföring har man förstått att analytikern/terapeuten till följd av egen olöst problematik riskerar att försämra analysens/terapins utfall.
Det var psykoanalytikern Michael Balint som 1968 i boken The Basic Fault: Therapeutic aspects of regression först tog begreppen Enpersonspsykologi och Tvåpersonspsykologi i bruk.
Den i New York verkande psykoanalytikern Robert Langs har under 1970- och 1980-talen utvecklat tekniken stimulusorienterad dechiffrering (trigger decoding) för att bättre kunna avgöra vad som är patientens och vad som är terapeutens bidrag till interaktionen. I Sverige har psykoanalytikern Claes Davidson bekräftat metodens värde.